# Dolf Heijnen
Adolf Johannes Antonius (Dolf) Heijnen (Den Haag, 25 oktober 1894 - 11 december 1966) was een Nederlands voetballer, actief bij HVV en het Nederlands voetbalelftal.
Hij speelde tweemaal voor Oranje, twee volledige wedstrijden, op 29 april 1923 een vriendschappelijke wedstrijd in het Het Nederlandsch Sportpark in Amsterdam tegen het Belgisch voetbalelftal waar Heijnen de gelijkmaker scoorde in een wedstrijd die eindigde op 1-1 en op 10 mei 1923 een vriendschappelijke match tegen het Duits voetbalelftal in Hamburg die op 0-0 eindigde.